# THE FORCE
The FORCE (acronimo di Frequencies of Real Creative Energy) è il quattordicesimo album in studio del rapper e attore statunitense LL Cool J, pubblicato il 6 settembre 2024.

## Tracce
1. Spirit of Cyrus (featuring Snoop Dogg) – 3:30
2. The Force – 2:49
3. Saturday Night Special (featuring Fat Joe & Rick Ross) – 3:28
4. Black Code Suite (featuring Sona Jobarteh) – 4:26
5. Passion – 2:29
6. Proclivities (featuring Saweetie) – 3:39
7. Post Modern – 2:09
8. 30 Decembers – 3:26
9. Runnit Back – 2:46
10. Huey in the Chair (featuring Busta Rhymes) – 2:24
11. Basquiat Energy – 2:22
12. Praise Him (featuring Nas) – 2:25
13. Murdergram Deux (featuring Eminem) – 3:05
14. The Vow (featuring Mad Squablz, J-S.A.N.D. and Don Pablito) – 4:35